# Musculus sphincter vesicae
Als Musculus sphincter vesicae („Schließmuskel der Harnblase“) oder Musculus sphincter vesicae internus („innerer Schließmuskel der Harnblase“) wird ein Schließmuskel (Sphincter) am Ausgang der Blase (Ostium urethrae internum) bezeichnet.
Der Muskel erscheint als eine Fortsetzung des Musculus detrusor vesicae (Austreiber der Harnblase), ist jedoch bezüglich Anatomie, Funktion und Innervation eine vollkommen eigenständige Einheit.
Der Musculus sphincter vesicae spielt eine entscheidende Rolle bei der Harnblasenentleerung (Miktion). Durch Signale des Parasympathikus (über den Nervus pudendus) kommt es zur Erschlaffung des Muskels, wodurch der Blaseninhalt nicht mehr zurückgehalten wird. Umgekehrt führen Signale des Sympathikus zur Kontraktion des Schließmuskels, wodurch die Blasenentleerung verhindert wird.